# Sosienki
Sosienki – część wsi Stanisław Górny w Polsce, położona w województwie małopolskim, w powiecie wadowickim, w gminie Wadowice. 
W latach 1975–1998 Sosienki położone były w województwie bielskim.